# Darrversuch
Der Darrversuch ist ein Prüfverfahren zur Bestimmung des Wassergehalts von Frischbeton. Durchgeführt wird der Versuch zur Berechnung des tatsächlichen Wasserzementwerts. Zum Einsatz kommt das Verfahren sowohl im Betonwerk zur Mischungsüberprüfung, als auch auf der Baustelle zur Qualitätsüberwachung. Geregelt ist die Bestimmung des Wasserzementwerts mit Hilfe des Darrversuchs in der deutschen Norm DIN 1048.

## Hintergrund und Versuchsdurchführung

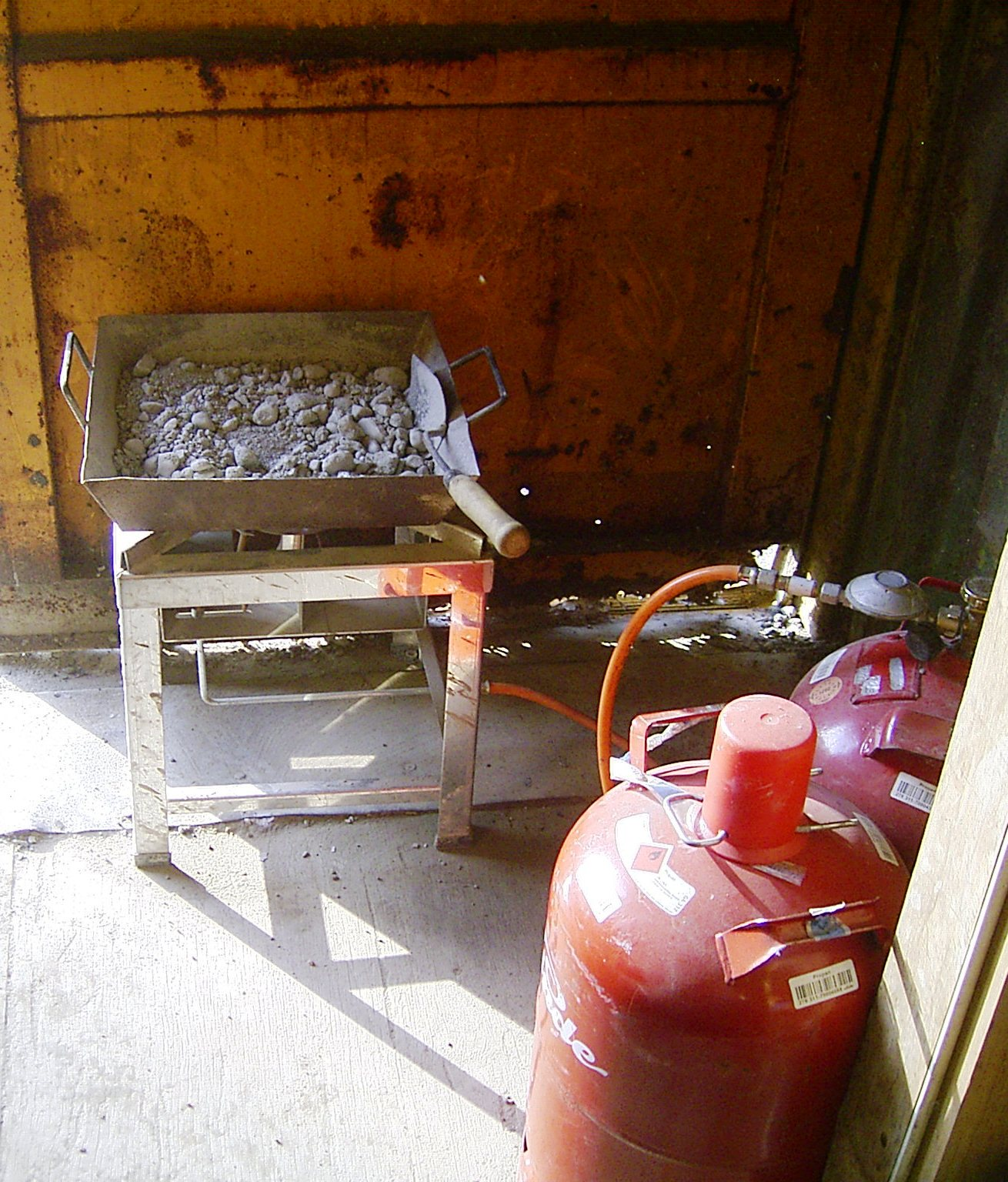
Darrversuch unter Baustellenbedingungen: Darrpfanne mit Beton auf einem Gasofen

Bei der Herstellung von Beton in einem Betonwerk wird die Zementmenge vor der Zugabe abgewogen. Die Menge des Zugabewassers ist zwar auch bekannt, allerdings kann der tatsächliche Wasserzementwert (w/z-Wert) durch kleine Restwassermengen im Mischfahrzeug, durch Regen während des Transports oder durch die Feuchtigkeit der Gesteinskörnung vom berechneten Wert abweichen. Zur Überprüfung des w/z-Werts wird deshalb mit dem Darrversuch die Wassermenge der fertigen Mischung ermittelt.
In einer Blechschüssel oder -pfanne werden dazu mindestens 5 kg Frischbeton abgewogen und unter ständigem Rühren bei 105 °C über einem Ofen vollständig getrocknet. Verändert sich die Masse der Probe nicht mehr („Trocknung bis zur Massekonstanz“), ist das gesamte Wasser verdampft. Die Differenz {\displaystyle m_{w}} aus der Masse vor und der Masse nach Trocknung entspricht dem Wassergehalt der Betonprobe.
Neben dem Wassergehalt der Probe wird für die anschließende Berechnung des w/z-Werts die Frischbetondichte {\displaystyle \rho _{c}} benötigt, die mit Hilfe eines Behälters mit bekanntem Volumen ermittelt werden kann.

## Berechnung des w/z-Werts
In die Berechnung des w/z-Werts fließt der Wassergehalt der Probe {\displaystyle m_{w}} (in kg), die Masse der Probe {\displaystyle m_{p}} (in kg, üblicherweise 5 kg), die Frischbetonrohdichte {\displaystyle \rho _{c}} (in kg/m³) und der Zementgehalt {\displaystyle z} der Betonmischung (in kg/m³) ein.
{\displaystyle w/z={\frac {\rho _{c}\cdot m_{w}}{z\cdot m_{p}}}}
Zur korrekten Durchführung des Versuchs müssen zwei Proben gedarrt werden. Ergibt sich ein Unterschied der Wassermassen von mehr als 20 g, ist ein dritter Versuch durchzuführen. Der w/z-Wert wird als Mittelwert der zwei, bzw. drei Versuche angegeben.